# Гаджиев, Нухидин Омарович
Нухидин Омарович Гаджиев  (1 сентября 1962 — 16 мая 1983) — советский военнослужащий, снайпер 7-й мотострелковой роты 3-го мотострелкового батальона 66-й Отдельной Краснознамённой ордена Ленина Выборгской мотострелковой бригады 40-й армии Туркестанского военного округа — Ограниченный контингент Советских войск в республике Афганистан, рядовой. Герой Российской Федерации (2.09.1997, посмертно).

## Биография
Родился 1 сентября 1962 года в селе Гениятль ныне Цунтинского района Республики Дагестан. Аварец.
Окончил среднюю школу, Каспийское профессионально-техническое училище, по специальности токаря.
В Вооружённые Силы СССР был призван 5 мая 1981 года Кизилюртовским объединённым военным комиссариатом. После окончания Ташкентской полковой школы с ноября 1981 года участвовал в боевых действиях в Республике Афганистан в составе 7-й роты 66-й отдельной мотострелковой бригады 3-го мотострелкового батальона, дислоцированного близ г.Асадабад провинция Кунар 40-й армии Туркестанского военного округа ограниченного контингента советских войск. Участник 28 боевых операций.

## Бой и подвиг
16 мая 1983 года мотострелковый батальон совместно с приданными частями афганской армии выдвинулся в район ущелья Ганджгал (провинция Кунар) для блокирования замеченной в том районе крупной банды душманов. Однако на подходах к одному из кишлаков все афганцы категорически отказались двигаться вместе с батальоном и повернули обратно. Фактически, имело место предательство с их стороны. Допустил ряд грубых ошибок и командир батальона — оставив по окрестным высотам мелкие группы наблюдения, втянул главные силы батальона в кишлак. Душманами, навязавшими невыгодный бой из нескольких засад, батальон был немедленно атакован:
Группе лейтенанта С. А. Амосова была поставлена задача обеспечивать действия батальона с левого фланга. Группу из 17 человек возглавлял недавно прибывший в Афганистан командир взвода лейтенант Г. А. Демченко, которому в помощь был придан опытный лейтенант С. А. Амосов — фактически возглавивший данную группу. У входа в кишлак группа была атакована превосходящими силами моджахедов. По рации С. А. Амосов доложил об отражении первой атаки и о 20 уничтоженных душманах.
Вскоре началась вторая атака. На этот раз группу атаковали до 200 душманов, двигавшихся со стороны пакистанской границы на помощь ведущей бой в кишлаке банде. Лейтенанты С. А. Амосов и Г. А. Демченко понимали последствия появление многочисленных сил врага. Бойцы лейтенанта С. А. Амосова приняли бой. Вторая атака также была отбита, но и группа понесла потери, была уничтожена рация. С. А. Амосов повёл остатки группы в сторону дороги, под прикрытие нашей броневой группы. Однако на пути отхода уже расположилась засада, как позднее показали пленные душманы — отряд спецназа регулярной пакистанской армии численностью до 100 человек. Бой был коротким. Бойцы до конца выполнили свой воинский долг. В живых остался один дважды раненый солдат, от которого стали известны подробности боя. Лейтенант С. А. Амосов получил ранения в обе руки, однако сумел под градом свинца прорваться к убитому пулемётчику и открыть из его пулемёта огонь по врагу. Камни, расположенные напротив его позиции были обильно залиты кровью врагов. Тело лейтенанта Амосова так и было обнаружено, лежащим с пулемётом в руках, всё изрешеченное пулями. Рядовой Н. О. Гаджиев бросился в группу вражеских солдат и подорвал себя и их гранатами. Тела лейтенанта Г. А. Демченко и нескольких солдат были обнаружены также с зажатыми в руках гранатами. Понеся потери, пакистанцы отказались от дальнейшего выполнения боевой задачи, и забрав оружие и изуродовав тела погибших советских солдат, ушли к афгано-пакистанской границе. Семнадцать погибших воинов своими жизнями спасли весь батальон.
Одновременная гибель 16 человек, в том числе двоих офицеров, неминуемо должна была погубить карьеру некоторых их командиров. Родилась «версия» о том, что группа расположилась на отдых и была уничтожена во сне. Для расследования обстоятельств на место боя выезжала комиссия из Главной военной прокуратуры. В заключении комиссии Главной военной прокуратуры, выехавшей на место гибели воинов 7-й мотострелковой роты гласило: «Бойцы погибли в бою с превосходящими силами врага, самоотверженно сражаясь до последней минуты жизни». Однако тогда в 1983-м году к званию «Герой» представили только лейтенанта Г. А. Демченко — ему было присвоено звание Героя Советского Союза (посмертно).
В отношении лейтенанта С. А. Амосова справедливость восторжествовала только через 10 лет, когда ему было присвоено звание Героя Российской Федерации (посмертно). Через 14 лет был отмечен и подвиг рядового Н. О. Гаджиева.
Указом Президента Российской Федерации № 974 от 2 сентября 1997 года — За мужество и героизм, проявленные при исполнении воинского долга, рядовому Гаджиеву Нухидину Омаровичу присвоено звание Героя Российской Федерации (посмертно).

## Награды
- Медаль «Золотая Звезда» Героя Российской Федерации.
- Орден Красной Звезды (посмертно).

## Память
- В октябре 1997 года семье Героя России — Гаджиевым в торжественной обстановке был вручён знак особого отличия Героя Российской Федерации — медаль «Золотая Звезда».
- Похоронен в селе Комсомольское Кизилюртовского района Республики Дагестан.
- Его имя присвоено улице и средней школе села Комсомольское.
- На Родине — родном селе в его честь установлен обелиск.

## Герои 7-й мотострелковой роты «Асадабадского батальона»
Гаджиев, Нухидин Омарович — рядовой один из «16-ти военнослужащих 7-й мотострелковой роты 3-го мотострелкового „АСАДАБАДСКОГО БАТАЛЬОНА“ 66-й ОМСБр, погибших в бою у населенного пункта „ГАНДЖГАЛЬ“ провинция Кунар 16 мая 1983 года», единственный из четырёх военнослужащих «АСАДАБАДСКОГО БАТАЛЬОНА», награждённых «посмертно», «солдат-рядовой», кому было присвоено высшее звание Герой Российской Федерации
 — Демченко, Георгий Александрович, лейтенант, Герой Советского Союза
 — Стовба, Александр Иванович, лейтенант, Герой Советского Союза
 — Амосов, Сергей Анатольевич, лейтенант, Герой Российской Федерации